# One of Us (canción de Ava Max)
«One of Us» —en español: «Uno de nosotros»— en una canción de la cantante estadounidense Ava Max. Fue lanzado el 12 de enero de 2023 a través de Atlantic Records como el quinto sencillo de su segundo álbum de estudio Diamonds & Dancefloors (2023).

## Lanzamiento y composición
El 10 de enero de 2023, Max anunció la fecha de lanzamiento de «One of Us» en sus redes sociales. La canción fue lanzada el 12 de enero para descarga digital y streaming como el quinto sencillo del segundo álbum de estudio de Max Diamonds & Dancefloors. Fue escrita por Max, Brett McLaughlin, Caroline Ailin, Burns y Cirkut y producida por estos dos últimos. Un visualizador fue lanzado el 27 de enero junto con el álbum.
«One of Us» es una canción pop inspirada en la música disco y de baile de los 80 que «cuenta la historia de una relación unilateral». La canción empezó como una balada hasta que Cirkut la convirtió en una canción de baile.

## Créditos y personal
Créditos adaptados de Tidal.
- Amanda Ava Koci – voz, composición
- Henry Walter – composición, producción, programación
- Mathew James Burns – composición, producción, programación
- Brett McLaughlin – composición
- Caroline Ailin – composición
- Chris Gehringer – masterización
- Tom Norris – mezcla

## Posicionamiento en listas
| Listas (2023)                                         | Mejor posición |
| ----------------------------------------------------- | -------------- |
| Alemania (Airplay Charts Deutschland)                 | 24             |
| Alemania (Download Charts Single)                     | 95             |
| Austria (Radio-Charts Österreich)                     | 4              |
| Bolivia (Monitor Latino Anglo)                        | 8              |
| El Salvador (Monitor Latino Anglo)                    | 16             |
| Estados Unidos (Billboard Hot Dance/Electronic Songs) | 13             |
| Hungría (Rádiós Top 40)                               | 7              |
| Hungría (Single Top 40)                               | 7              |
| Nueva Zelanda (Hot Singles)                           | 32             |
| Uruguay (Monitor Latino Anglo)                        | 14             |

## Historial de lanzamiento
| Región | Fecha               | Formato(s)                 | Discográfica       | Ref.   |
| ------ | ------------------- | -------------------------- | ------------------ | ------ |
| Varios | 12 de enero de 2023 | Descarga digital streaming | Atlantic Records   | [ 2 ]  |
| Italia | 14 de abril de 2023 | Airplay                    | Warner Music Group | [ 21 ] |